# Acacia bivenosa
Acacia bivenosa är en ärtväxtart som beskrevs av Dc. Acacia bivenosa ingår i släktet akacior, och familjen ärtväxter. Inga underarter finns listade i Catalogue of Life.